# Axe Nord-Sud
L'Axe Nord-Sud est une piste cyclable montréalaise, segment de la Route Verte 1, qui traverse la ville complètement du nord au sud. Traversant en partie le centre-ville de Montréal, elle est réputée comme une des pistes cyclables les plus achalandées du Québec avec une certaine congestion survenant aux heures de pointe de la période estivale.

## Parcours
La piste suit une orientation nord-sud en suivant globalement le tracé de l'avenue Christophe-Colomb, de la rue Boyer, de la rue de Brébeuf puis de la rue Berri.

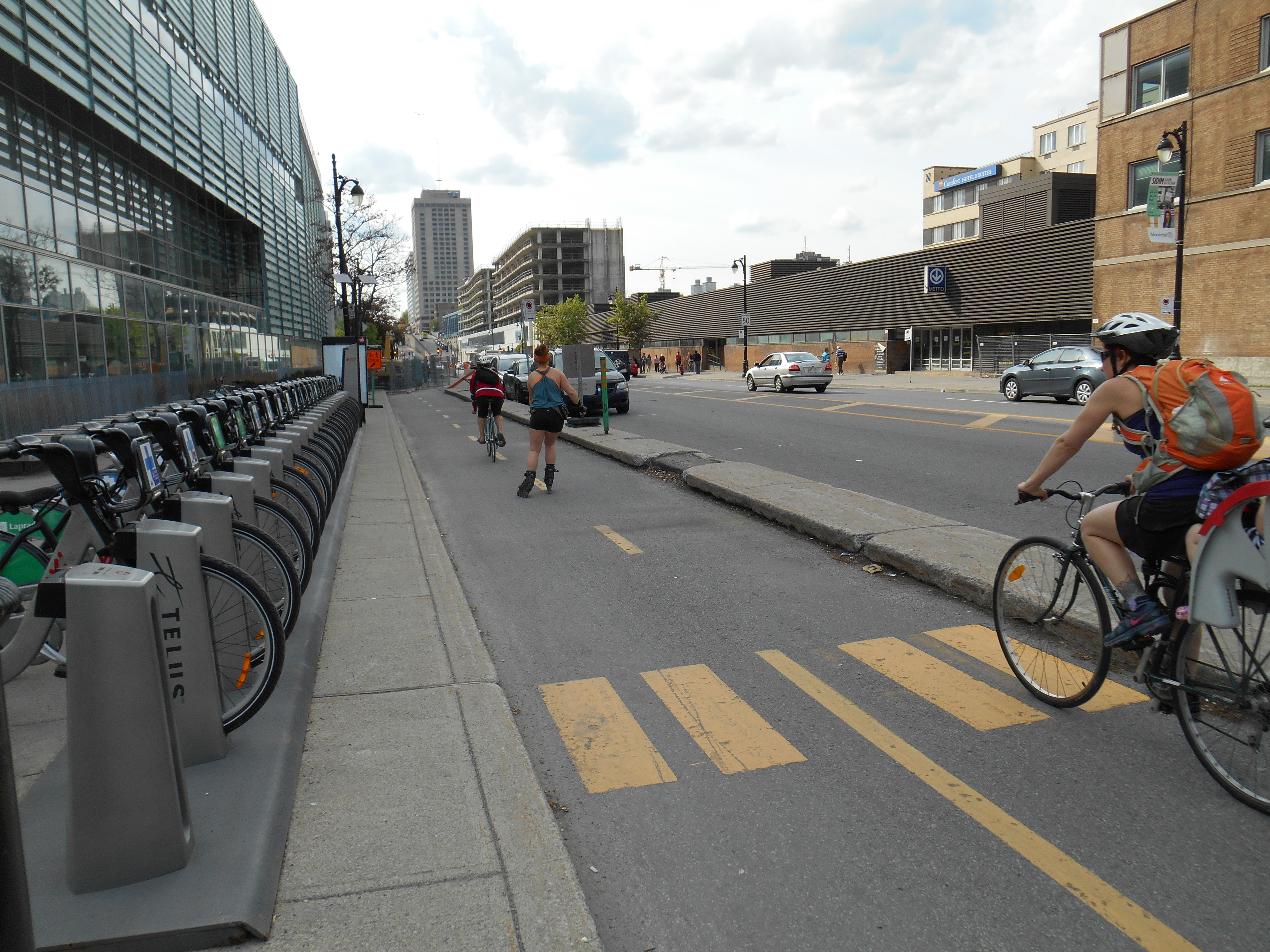
Près de la
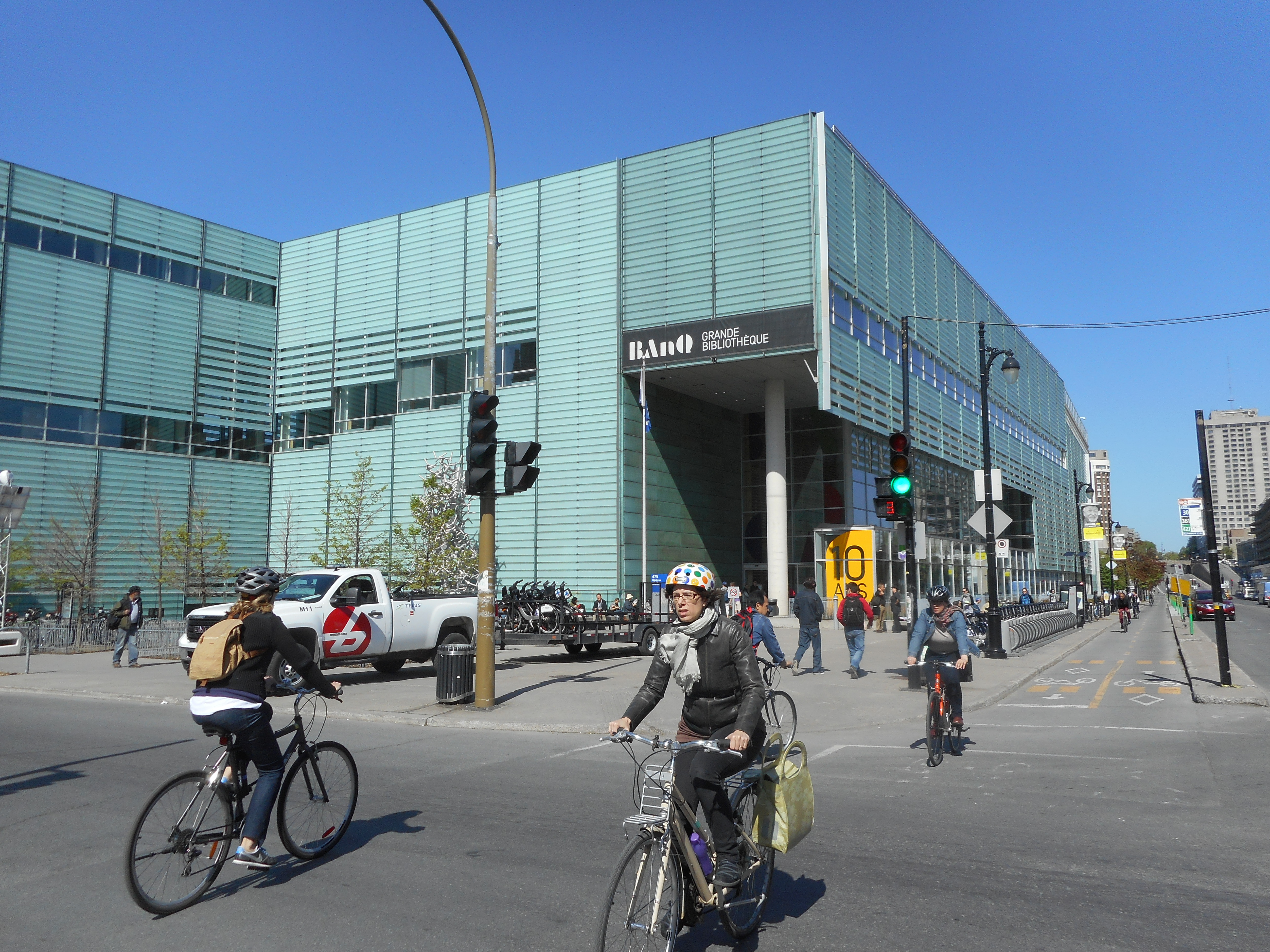
Grande Bibliothèque